# Roquessels
Roquessels (okzitanisch Ròcacèls) ist eine französische Gemeinde mit 111 Einwohnern (Stand 1. Januar 2022) im Département Hérault in der Region Okzitanien. Sie gehört zum Arrondissement Béziers und zum Kanton Cazouls-lès-Béziers. Die Einwohner werden Roquesselois genannt.

## Lage
Roquessels liegt etwa 22 Kilometer nördlich von Béziers. Hier entspringt der Libron. Umgeben wird Roquessels von den Nachbargemeinden Pézènes-les-Mines im Norden, Fos im Nordosten, Montesquieu im Osten, Gabian im Südosten, Fouzilhon im Süden, Laurens im Südwesten sowie Faugères im Westen.

## Bevölkerungsentwicklung
| Jahr                       | 1962 | 1968 | 1975 | 1982 | 1990 | 1999 | 2006 | 2012 | 2020 |
| Einwohner                  | 114  | 112  | 115  | 97   | 123  | 123  | 130  | 112  | 94   |
| Quellen: Cassini und INSEE |      |      |      |      |      |      |      |      |      |

## Sehenswürdigkeiten
- Kirche Mariä Himmelfahrt (Église de l’Assomption-de-Notre-Dame)
- Burgruine

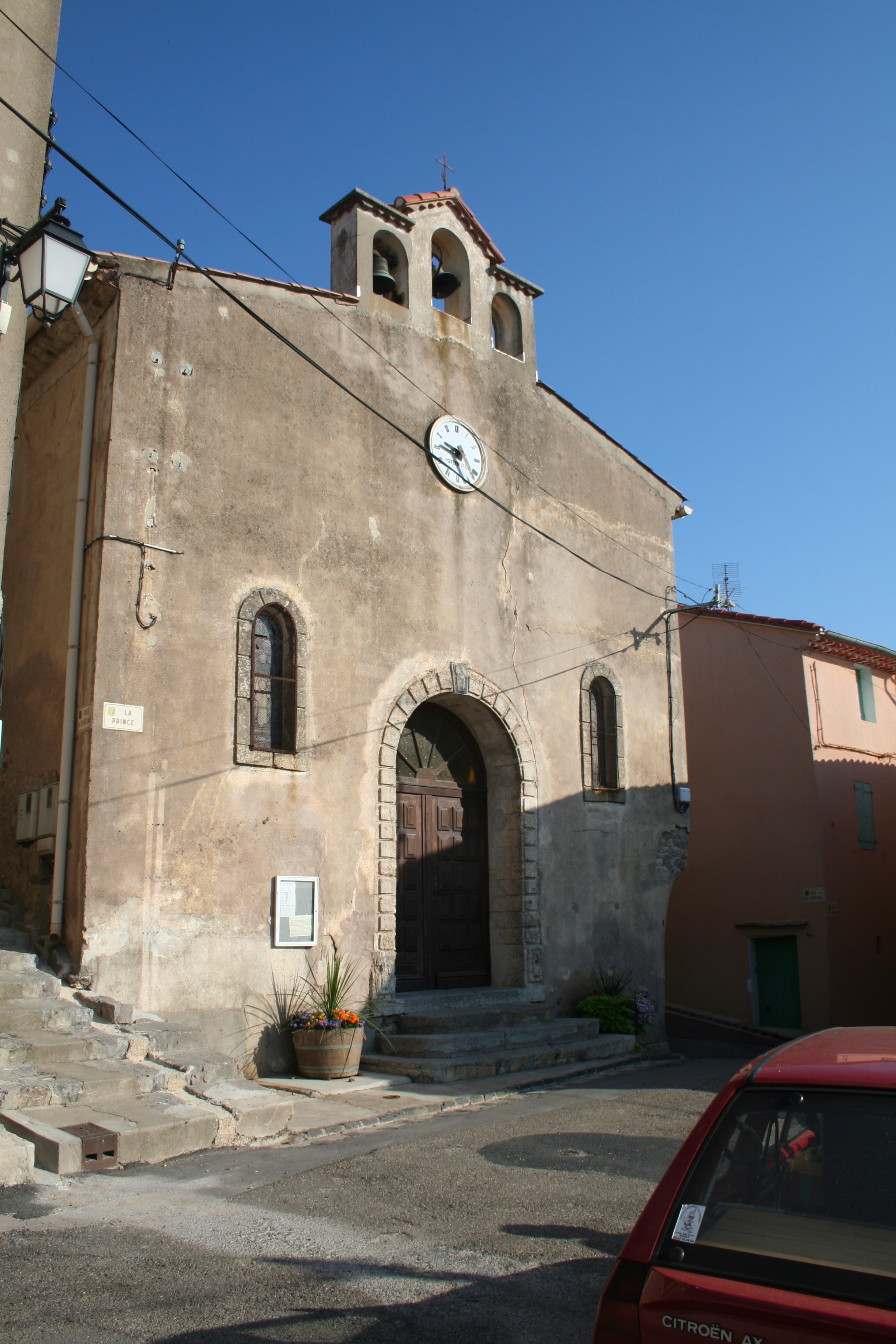
Kirche Mariä Himmelfahrt
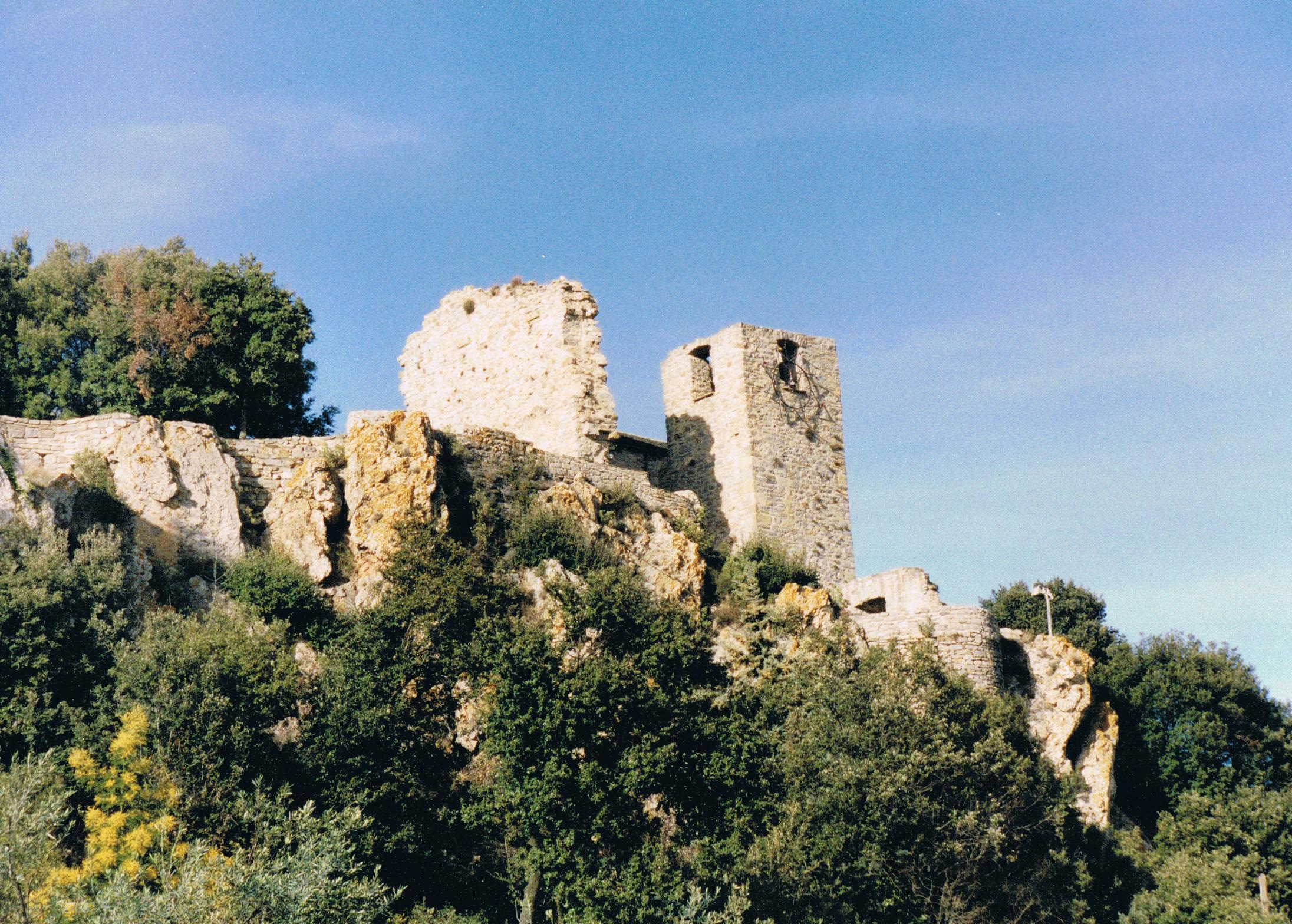
Reste der Burg Roquessels
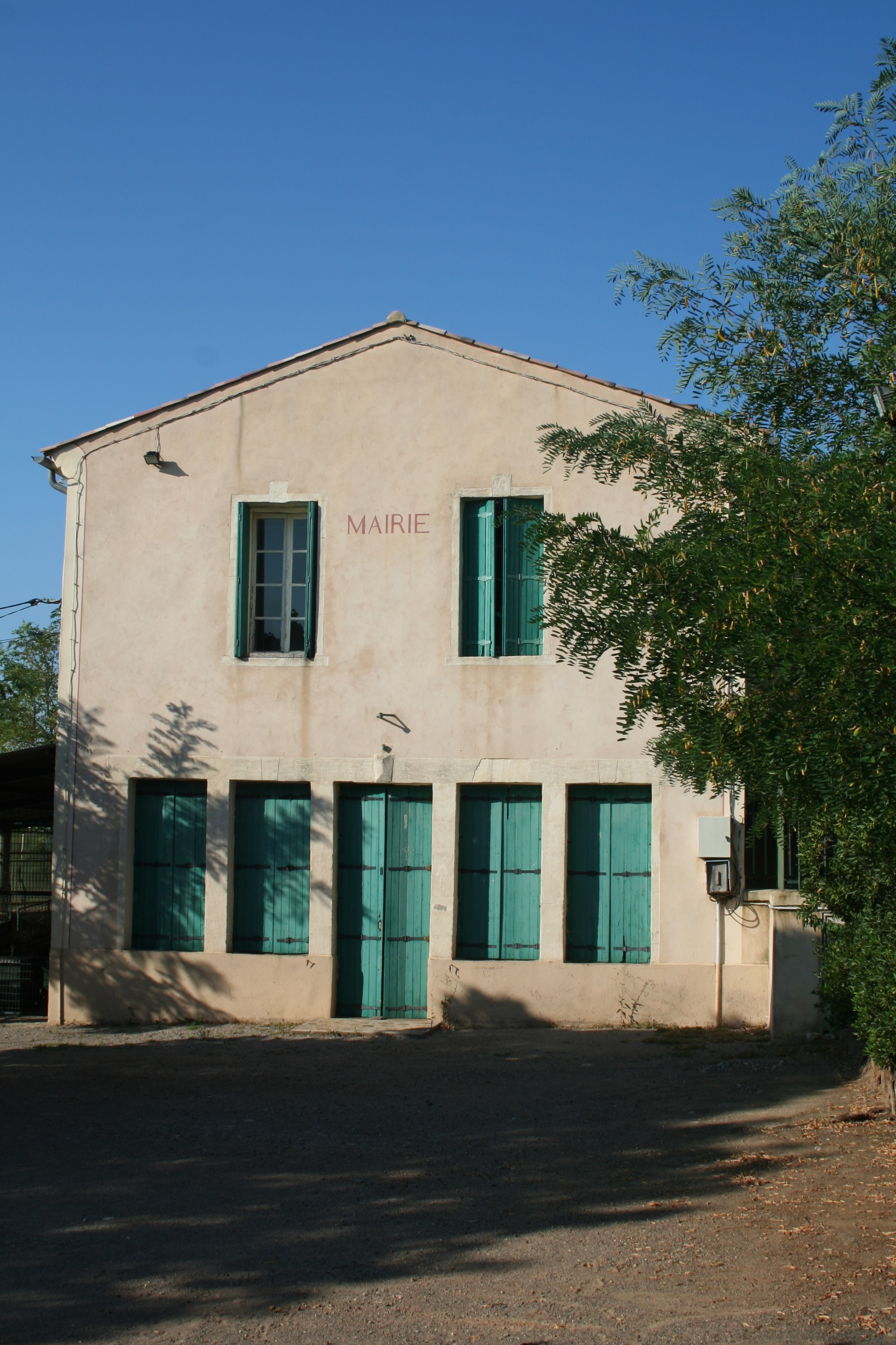
Rathaus (Mairie) von Roquessels
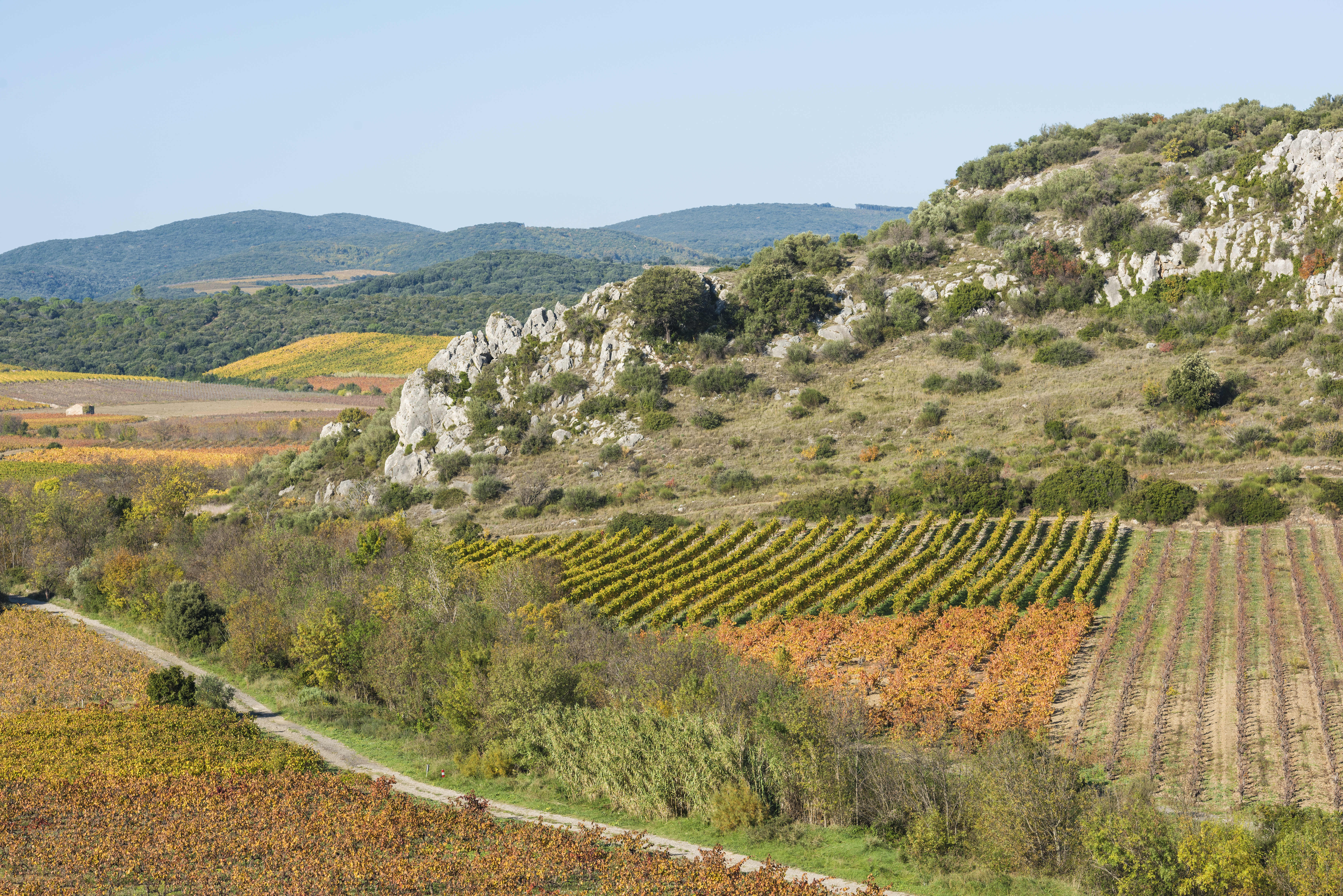
Rebflächen in Eoquessels